# Землетрус у Крайстчерчі (2011)

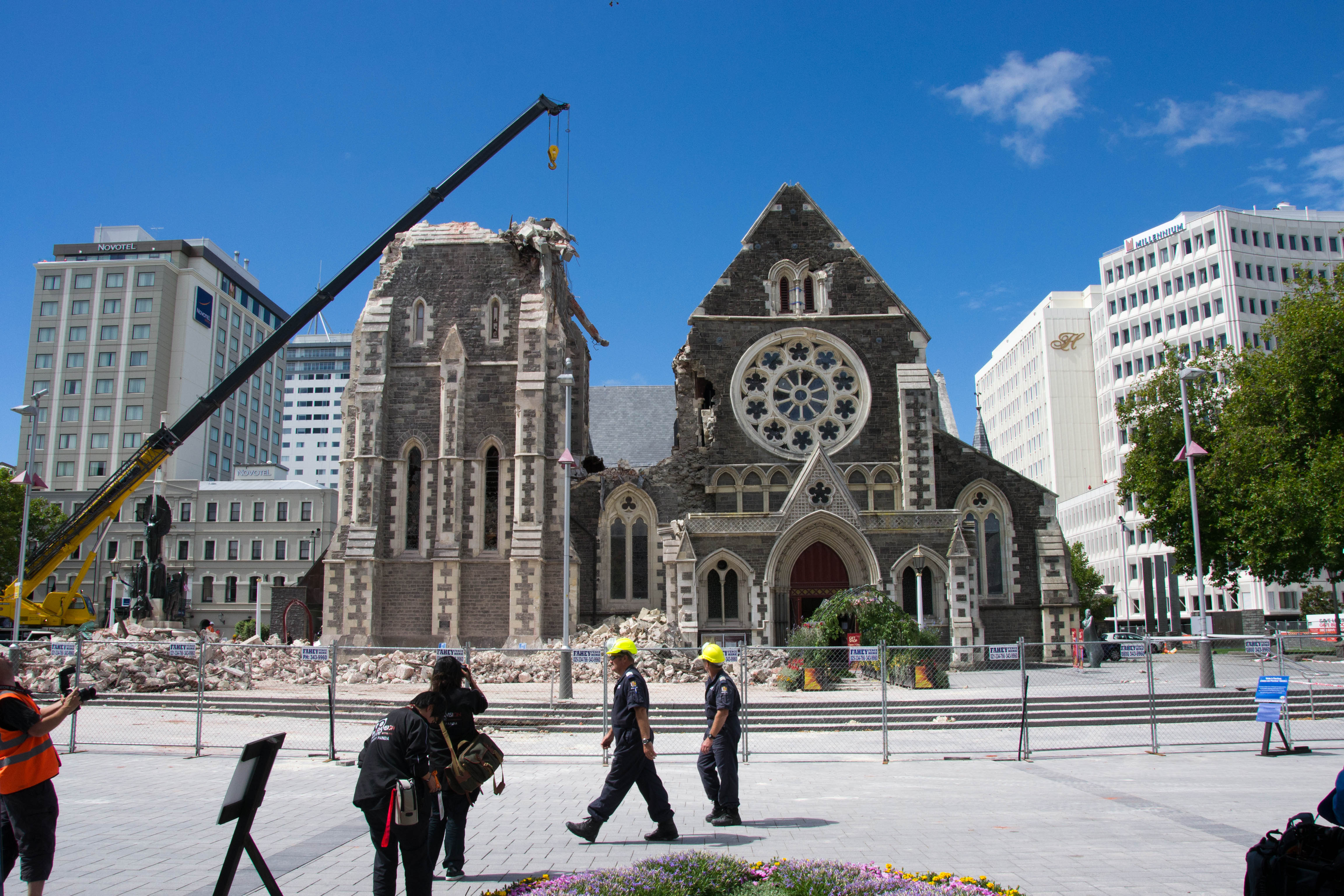
Майдан кафедрального собору міста 24 лютого

22 лютого 2011 року у Новій Зеландії стався землетрус магнітудою 6,3 бали, який призвів до численних людських жертв і руйнувань у Крайстчерчі, другому за величиною місті країни з 400-тисячним населенням. Епіцентр землетрусу залягав приблизно за 10 км на південний-захід від Крайстчерча у портовому місті Літтелтон, на півдні Нової Зеландії, на глибині всього близько 5 км від поверхні. Через деякий час стався другий за добу землетрус — магнітудою 4,4.
Десятки будинків, включаючи історичні пам'ятники, повністю знищені, ряд районів став непридатний для проживання. У результаті першого підземного поштовху було зруйновано церкву в центрі Крайстчерча. Під уламками будівель опинилися також два автобуси з пасажирами. Близько 80 % будівель і споруд Крайстчерча виявилися без електрики. У декількох висотних будівлях міста зруйнувалися сходи, в результаті чого сотні людей опинилися в пастці.
У місті одразу було оголошено надзвичайний стан. З перебоями подавалася електрика, в багатьох районах не працював телефонний і стільниковий зв'язок. Був повністю закритий міжнародний аеропорт Крайстчерч, у результаті чого скасовані десятки міжнародних і місцевих авіарейсів. Відчувалася гостра нестача машин «швидкої допомоги». Постраждалих з-під завалів возили і на приватних машинах, На всіх місць у лікарнях не вистачило, і відносно легко постраждалих відправляли додому.
До ліквідації наслідків стихії було залучено всі наявні ресурси, включаючи пожежників, поліцію і військовослужбовців. Уряд сусідньої Австралії направив до Крайстчерч відразу кілька рятувальних загонів для надання допомоги постраждалим і пошуку людей, що опинилися під завалами.
За даними підсумків рятувальної операції, в результаті стихійного лиха загинули 166 осіб, ще понад 200 вважаються зниклими безвісти. У місті протягом тижня було практично повністю відновлено енергопостачання, однак вода залишалася сильно забрудненою і непридатною для приготування їжі.
У Крайстчерчі оцінили збиток від землетрусу в 11 млрд доларів. Близько 10 тисяч будівель, частково зруйнованих будуть знесені, а деякі райони постраждалого від удару стихії в місті не стануть відбудовувати наново — таку заяву зробив прем'єр-міністр країни Джон Кі: «У Крайстчерчі є райони, які не можна відновити». Тим, хто через удар стихії залишився без даху над головою, уряд має надати альтернативне житло; для них будуть побудовані тимчасові будинки з модульних конструкцій.
У число будинків, що підлягають знесенню, входять і близько 3,3 тисяч споруд, які були ушкоджені в результаті землетрусу, що стався в місті 4 вересня 2010 року. Тоді поштовхи були набагато сильнішими, проте епіцентр був розташований глибше від поверхні землі і далі від міста, тому землетрус не призвів до таких катастрофічних наслідків.
За офіційними даними, приблизно п'ята частина городян, 70 тисяч населення Крайстчерча, тимчасово залишили місто після землетрусу.